# Work of Art (da Vinci)
Work of Art (Da Vinci) – drugi singel Månsa Zelmerlöwa, pochodzący z jego debiutanckiego albumu Stand by for…. Singel został wydany jedynie w Szwecji jako digital download, gdzie znalazł się na pierwszym miejscu listy najczęściej granych utworów w tamtejszych stacjach radiowych.

## Lista utworów
- Digital download

1. Work of Art (Da Vinci)  (Original Version) – 3:46
2. Work of Art (Da Vinci) (PJ Harmony Summer Nice Version) – 5:27
3. Work of Art (Da Vinci) (Ali Payami Club Remix) – 6:36
4. Work of Art (Da Vinci) (Ali Payami Vocal Remix) – 6:36
5. Work of Art (Da Vinci) (PJ Harmony Summer Radio Edit) – 3:15

## Notowania na listach przebojów
| Kraj    | Lista (2007)    | Najwyższa pozycja |
| ------- | --------------- | ----------------- |
| Szwecja | Top 100 Singles | 16                |

## Historia wydania
| Kraj    | Wytwórnia           | Data            | Format           |
| ------- | ------------------- | --------------- | ---------------- |
| Szwecja | Warner Music Sweden | 13 czerwca 2007 | Digital download |